# Алан, Али Рыза
Али́ Рыза́ Ала́н (тур. Ali Rıza Alan; 3 марта 1947,  Огульчак, ил Токат, Турция) — турецкий борец вольного стиля и тренер. Чемпион мира, многократный призёр чемпионатов Европы.

## Спортивные результаты
- Чемпион мира (1970), серебряный призёр чемпионата мира (1974).
- Серебряный призёр чемпионатов Европы (1970, 1973, 1975).
- Выступал на Олимпийских играх 1972 года в Мюнхене (9 место).

## Интересные факты
С 1970 по 1993 год оставался последним турецким спортсменом, выигравшим золотую медаль на чемпионате мира по борьбе.